# Ernst Sommerlath
Karl Friedrich Ernst Sommerlath (Hannover, 23 gennaio 1889 – Lipsia, 4 marzo 1983) è stato un teologo tedesco.

## Biografia
Karl Friedrich Ernst nacque nel 1889 ad Hannover, figlio di Louis Carl Moritz Sommerlath (1860-1930), commerciante, e di Erna Sophie Christine Waldau (1864-1944). Conseguì il diploma di maturità a Heidelberg e nell'estate del 1907 si iscrisse presso l'Università cittadina, rimanendovi fino all'inverno del 1908.
Il suo docente più importante divenne Ludwig Lemme e, spostatosi all'Università di Greifswald, studiò principalmente con Carl Stange e fu amico di Ludwig Ihmels. Studiò anche a Gottinga e Lipsia e nel 1911 tornò a Heidelberg per prestare servizio militare da volontario.
Combatté come tenente volontario nella prima guerra mondiale, rimanendo gravemente ferito. Conseguì la licenza in teologia a Gottinga nel 1917, con la tesi La teoria del carattere intelligibile di Kant, e nel 1919 servì come parroco ad Hannover-Kleefeld e iniziò la sua docenza al Seminario degli insegnanti di religione a Lipsia.
Nel 1921 ottenne l'abilitazione in teologia sistematica con lo scritto L'origine della nuova vita secondo Paolo, pubblicata dalla Dörffling & Franke nel 1923. Nel 1924 conseguì il dottorato nella stessa disciplina a Lipsia e fino al 1926 vi insegnò da supplente come professore associato (inizialmente con Stephan Horst), succedendo alla cattedra del teologo Karl Girgensohn. Ne fu titolare ordinario fino al 1957.
Con Ludwig Ihmels pubblicò dal 1927 la rivista conservatrice Theologische Literaturblatt, confluita nel Theologische Literaturzeitung (ThLZ), ancora sotto la sua redazione, nel 1943. Dal 1930 al 1969 presiedette il collegio missionario di Lipsia e durante il semestre estivo del 1933 fu decano della facoltà teologica. Ebbe attorno a sé una cerchia di teologi e, nonostante fosse in pensione, esercitò influenza anche come direttore della ThLZ, dal 1958 fino alla morte.
Fece parte del comitato esecutivo della FML ed è noto per la sua concezione rigorosamente luterana, ad esempio sull'eucaristia, e anche moderno-positiva, per cui rifiutò sia le tesi di Arnoldshain sull'Ultima Cena (1957) che la Concordia di Lauenberg (1973). Sua moglie fu Magdalene Bock (1890-1978) e nel 1976 fu tra gli officianti delle nozze di sua nipote Silvia. Morì a Lipsia nel 1983, all'età di 93 anni.

## Opere (selezione)
- (DE) Der Sinn des Abendmahls nach Luthers Gedanken über das Abendmahl 1527/29, Lipsia, 1930.
- (DE) Der Ursprung des neuen Lebens nach Paulus, Lipsia, 1923.
- (DE) Sakrament und Gegenwart, Lipsia, 1930.
- (DE) Hauptthemen der Dogmatik, 1952.
- (DE) Gesetz und Evangelium, Berlino, 1955.